# Enric Puigmoltó i Mayans
Enric Puigmoltó i Mayans (Ontinyent, 11 d'agost de 1828 - Ciutat de València, 27 de desembre de 1900) fou un noble i militar valencià.
Seguí la carrera militar a l'Acadèmia d'Enginyers i a dinou anys sortí a campanya combatent a Catalunya als carlistes i aconseguint el seu primer ascens per mèrits de guerra. Batallà després pels carrers de Madrid contra els revolucionaris en les jornades de juliol de 1856 guanyant la creu de Sant Ferran de primera classe.
El 1869, essent comandant d'enginyers contribuí de manera destacada a sufocar la insurrecció republicana de València, atacant i prenent diverses barricades amb quatre companyies de la Guàrdia Civil i dues peces d'artilleria.
El 1874 fou ascendit a coronel del cos i desenvolupà les comandàncies de Barcelona i València. El 1878 fou promogut a brigadier de l'exèrcit, restant al quarter fins que el 1883 se li donà el comandament d'una brigada en el districte militar de València.
El 1891 fou nomenat comandant general, sotsinspector d'enginyers del mateix districte de València, càrrec que desenvolupà després a Sevilla i Barcelona, amb la categoria de general de divisió, fins que passà el 1894 a l'escala de reserva.
Intervingué per breu temps en la política formant en les files de la Unió Liberal abans de la Revolució de Setembre i representant en el Congrés dels diputats al districte d'Enguera, on posseïa molts béns la seva primera esposa Na Julia Fuster amb qui va contraure matrimoni el 1864. Sembla que fou un dels amants de la reina Isabel II.
Després de molts anys de viduïtat, tornà a casar-se el 1886 amb una parenta, n'Albina Rodríguez Trellez. El 1857 se li concedí el títol de vescomte de Miranda, que pertanyia a la seva família i havia caducat. El 1890 succeí el seu pare en el de comte de Torrefiel que datava de l'any 1816.